# The Backyardigans
The Backyardigans (bra: Backyardigans; prt: O Jardim dos Amigos) é uma série de animação infantil musical, criada por Janice Burgess. A série foi escrita e gravada no Nickelodeon Animation Studio. Ela gira em torno de cinco vizinhos animais que imaginam aventuras fantásticas no quintal. Cada episódio é ambientado em um gênero musical diferente e apresenta quatro músicas compostas por Evan Lurie, com letras de McPaul Smith. As aventuras dos Backyardigans abrangem muitos gêneros e cenários diferentes. Os roteiristas do programa se inspiraram em filmes de ação e aventura, e muitos episódios são paródias de filmes.
A Nickelodeon chamou o programa de "uma propriedade original do Nick Jr.", pois "toda a equipe criativa... fazia parte da família Nick Jr. há anos". A criadora Janice Burgess trabalhava como executiva de produção do Nick Jr. desde meados da década de 1990. The Backyardigans teve origem com um episódio piloto em live-action intitulado "Me and My Friends", filmado no Nickelodeon Studios Florida em 1998. Os personagens eram interpretados por marionetes de corpo inteiro em um palco interno. No entanto, o episódio piloto permaneceu como uma lost media por décadas até vir a público em junho de 2025 na íntegra por um usuário na internet. O piloto foi rejeitado pela Nickelodeon, e Burgess decidiu reformular o conceito em uma série animada. Em 2002, um segundo piloto foi animado no Nickelodeon Digital, em Nova Iorque. O segundo piloto foi bem-sucedido, e a série entrou em produção.
O programa teve quatro temporadas, totalizando 80 episódios. A maioria dos episódios foi ao ar na Nickelodeon nas manhãs durante a semana. Em 2009, estava planejado que o programa continuaria além da quarta temporada. No entanto, em 2010, a criadora da série, Janice Burgess, decidiu se dedicar a uma série diferente: a nova versão de Clube das Winx da Nickelodeon. Burgess trabalhou como diretora criativa e roteirista em Clube das Winx antes de eventualmente se aposentar da Nickelodeon em 2014.
No Brasil, a série foi exibida no Discovery Kids, e na TV aberta já foi transmitido pela TV Cultura, Rede Vida, RedeTV!. Em Portugal, a série foi transmitida em dois canais: no RTP e no Canal Panda. A série apresenta cinco animais amigos antropomórficos, que ensina ritmos musicais, estimula movimentos corporais e desenvolve a imaginação.

## Enredo
O programa gira em torno de um grupo de cinco vizinhos animais: Uniqua, Pablo, Tyrone, Tasha e Austin. Eles compartilham um grande quintal entre suas casas. Em cada episódio, eles se encontram no quintal e imaginam-se em uma aventura fantástica. Suas aventuras abrangem uma variedade de gêneros e cenários diferentes; muitos episódios envolvem visitar diferentes partes do mundo, viajar para o passado ou futuro, e usar magia ou poderes sobrenaturais. Os personagens assumem diferentes empregos ou papéis, dependendo do cenário imaginário do episódio, como detetives, cavaleiros ou cientistas. A partir da segunda temporada, muitos episódios são paródias de filmes de ação e aventura, como James Bond, Star Trek, Indiana Jones e Os Caça-Fantasmas.
As aberturas e finais dos episódios seguem um padrão semelhante. As histórias começam com os personagens no quintal, se apresentando e explicando o cenário que estão prestes a imaginar. Quando os Backyardigans terminam sua aventura, a sequência de fantasia desaparece, restaurando o cenário original do quintal. Os personagens cantam uma música de encerramento, em seguida, entram em suas casas para um lanche e fecham a porta. Conforme o episódio termina, pelo menos um personagem reabre a porta e grita uma frase relacionada à aventura.
O programa segue o formato de um musical de palco. Cada episódio é ambientado em um gênero musical diferente e apresenta quatro músicas. Os personagens cantam e dançam as músicas com coreografias originais. As canções e as rotinas de dança são frequentemente usadas para introduzir o papel imaginário de um personagem, avançar na trama ou explicar um problema. Além de cantar músicas em um novo gênero a cada episódio, a música de fundo do programa muda para combinar, pontuando todas as ações dos Backyardigans.

## Personagens
Cada uma das cinco personagens do programa tem duas dubladoras: uma para falar e outra para cantar. Bailarinas em live-action realizaram as primeiras performances de dança no programa, e seus movimentos foram posteriormente transportados para a animação. A coreógrafa, Beth Bogush, descreveu o processo: "O que fazemos é filmar as cenas ao vivo no estúdio, enviar isso, e eles fazem um Animatic, e então enviam para os animadores. Os animadores assistem e são bem precisos. O que filmamos naquele dia é bem próximo do que você vê no personagem."

### Principais
- Uniqua (prt: Joana) é uma joaninha rosa com manchas rosas que é curiosa, confiante e aventureira. Ela gosta de contar piadas e fazer seus amigos rirem. Ela geralmente imagina-se desempenhando papéis que exigem inteligência e coragem, como cientista ou capitã pirata. A criadora Janice Burgess descreve Uniqua como a criança que ela gostaria de ser quando criança. Ela é a única Backyardigan a aparecer em todos os episódios.

- Pablo (prt: Paulo) é um pinguim azul que é nervoso, frenético e tende a exagerar. Devido à sua energia e impetuosidade, ele frequentemente entra em um "ataque de pânico" quando enfrenta um obstáculo, correndo em círculos e dizendo a todos para não se preocuparem até que alguém chame sua atenção chamando seu nome três vezes. Os ataques de pânico de Pablo se tornaram menos proeminentes após a temporada 1, embora no episódio posterior "The Flipper!", sua propensão a ficar muito animado seja o ponto principal da trama.

- Tyrone (prt: Eugénio) é um alce laranja com chifres amarelos que é descontraído e tranquilo. Ele é melhor amigo de Pablo e é quase o oposto completo de Pablo em termos de personalidade, com seu caráter calmo e descontraído. Tyrone é conhecido por seus comentários sarcásticos, um deles sendo "Certamente foi conveniente." No final da maioria dos episódios, ele diz: "Foi uma excelente aventura, vocês não acham?" Apesar de não parecer usar calças, Tyrone consegue colocar as mãos nos bolsos de alguma forma.
- Tasha (prt: Bicha) é uma hipopótama amarela determinada, racional, cética e altamente motivada para conseguir o que quer. Ela é a mais séria dos Backyardigans, embora possa ser tão descontraída quanto os outros de vez em quando. Sua frase marcante é "Oh, pelo amor de Deus." A Nickelodeon descreve Tasha como "aparentemente doce" e "forte como uma rocha".
- Austin (prt: Afonso) é um canguru roxo tímido, mas que adora diversão. Na primeira temporada, ele é reservado e fala suavemente devido a ter se mudado recentemente para o bairro. Em episódios posteriores, Austin se torna mais extrovertido e revela ser inteligente e imaginativo. Austin raramente aparece em destaque, mas assume o papel de personagem principal em vários episódios. Beth Bogush o descreveu como "o que vai por último. Ele é meio que um cara que se dá bem com todos".[14]

## Episódios
| Temporada | Temporada | Episódios | Episódios | Originalmente exibido | Originalmente exibido |
| Temporada | Temporada | Episódios | Episódios | Estreia da temporada  | Final da temporada    |
| --------- | --------- | --------- | --------- | --------------------- | --------------------- |
|           | Pilotos   | 2         | 2         | —                     | —                     |
|           | 1         | 20        | 20        | 11 de outubro de 2004 | 19 de junho de 2006   |
|           | 2         | 20        | 20        | 9 de outubro de 2006  | 17 de janeiro de 2008 |
|           | 3         | 20        | 20        | 14 de janeiro de 2008 | 5 de junho de 2009    |
|           | 4         | 20        | 20        | 26 de outubro de 2009 | 12 de julho de 2013   |

### Dublagem no Brasil
- Estúdio de dublagem: Vox Mundi[20]

| Personagem | Dublador(a) |
| ---------- | --- |
| Uniqua     | Gaby Milani, forneceu a voz para Uniqua tanto na fala, quanto no canto                                                                                                  |
| Pablo      | Pedro Alcântara (1ª-2ª temporadas, voz de fala e canto) (3ª temporada, voz de fala), Tom Maciel (3ª temporada, voz de canto) (4ª temporada, voz de fala), Álvaro Hyeras |
| Tyrone     | Gabriel Rossati (1ª temporada), Bruno Marçal (2ª temporada) e Ítalo Luiz temporadas), ambos forneceram a voz para Tyrone tanto na fala, quanto no canto                 |
| Tasha      | Natália Mazzi (1ª-2ª temporadas) e Ana Carolina Lotto (3ª-4ª temporadas), ambas forneceram a voz para Tasha tanto na fala, quanto no canto                              |
| Austin     | Daniel Figueira (1ª-3ª temporadas) e Nicholas Torres (4ª temporada), ambos forneceram a voz para Austin tanto na fala, quanto no canto                                  |

### Versão Portuguesa

#### Transmissão
| Início  | Fim  | Canal       | Versão  | Estúdio  |
| ------- | ---- | ----------- | ------- | -------- |
| 2005    | 2005 | RTP2        | Dobrada | Somnorte |
| 2006    | 2006 | RTP1        | Dobrada | Somnorte |
| 01/2006 | 2010 | Canal Panda | Dobrada | Somnorte |
| 2012    |      | Canal Panda | Dobrada | Somnorte |

#### Dobragem
- Estúdio: Somnorte

- Diálogos
  - Tradução: Marta Lopes
- Canções 
  - Direção Musical: Artur Guimarães, Sara Lima
- Direção de Dobragem 
  - Direção de Atores: Jorge Paupério

| Nome Original  | Personagem     | Voz                                         |
| -------------- | -------------- | ------------------------------------------- |
| Pablo          | Paulo          | Paula Seabra                                |
| Pablo          | Paulo          | Isabel Carvalho (Canções, Ep. 10)           |
| Tyrone         | Eugénio        | Joana Carvalho                              |
| Tyrone         | Eugénio        | Raquel Rosmaninho (Ep. 11; Canções, Ep. 15) |
| Uniqua         | Joana          | Rute Pimenta                                |
| Uniqua         | Joana          | N/D (Ep. 12)                                |
| Uniqua         | Joana          | Joana Carvalho (Canções, Ep. 16)            |
| Uniqua         | Joana          | Sara Lima (Canções, Ep. 17)                 |
| Tasha          | Ticha          | Raquel Rosmaninho                           |
| Austin         | Afonso         | Raquel Rosmaninho                           |
| Temas Musicais | Temas Musicais | Paula Seabra                                |
| Temas Musicais | Temas Musicais | Joana Carvalho                              |
| Temas Musicais | Temas Musicais | Rute Pimenta                                |
| Temas Musicais | Temas Musicais | Raquel Rosmaninho                           |

## Recepção
The Backyardigans recebeu oito indicações ao Daytime Emmy Awards, e Janice Burgess ganhou o prêmio Emmy de 2008 na categoria de Melhor Programa Animado de Classe Especial. Em um artigo de 2016 para o Chicago Tribune, o crítico de teatro Chris Jones chamou The Backyardigans de "um programa de TV fabulosamente inventivo". John Crichton, do DVD Talk, deu ao programa uma "recomendação calorosa", citando sua "trilha sonora agradável (e variada), as vozes dos personagens (faladas e cantadas) e a impressionante apresentação visual". Slate nomeou o episódio de The Backyardigans "The Swamp Creature" como um dos melhores episódios de televisão infantil.